# Flinders Chase National Park
Flinders Chase National Park är en park i Australien. Den ligger i delstaten South Australia, omkring 200 kilometer sydväst om delstatshuvudstaden Adelaide. Den ligger på ön Kangaroo Island.
Trakten runt Flinders Chase National Park är nära nog obefolkad, med mindre än två invånare per kvadratkilometer.. Det finns inga samhällen i närheten.
I omgivningarna runt Flinders Chase National Park växer i huvudsak städsegrön lövskog. Genomsnittlig årsnederbörd är 825 millimeter. Den regnigaste månaden är juni, med i genomsnitt 146 mm nederbörd, och den torraste är januari, med 23 mm nederbörd.